# Ornithopter

Ferngesteuerter Ornithopter Pteryx Skybird

Ein Ornithopter (von altgriechisch ὄρνις órnis „Vogel“ [Stamm ὀρνιθ- ornith-] sowie πτερόν pterón „Feder, Flügel“), auch Schwingenflugzeug, Schwingenflügler oder Schwingflügler, ist ein Flugzeug, das im Schlagflug fliegt. Ein solches Schwingenflugzeug erzeugt seinen Vortrieb durch Bewegung der Tragflächen. Eine Bedeutung hat der Ornithopter bisher nur im Bereich des Experimental- und Modellflugs erlangt. In den Anfängen der bemannten Luftfahrt wurden mit diesem Prinzip Flugversuche durchgeführt.

## Geschichte

„Kleiner Schlagflügelapparat“ von Otto Lilienthal in der motorlosen Flugerprobung (1894)

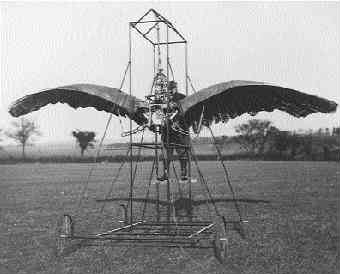
Edward Frosts Schwingflügelversuch (1902)

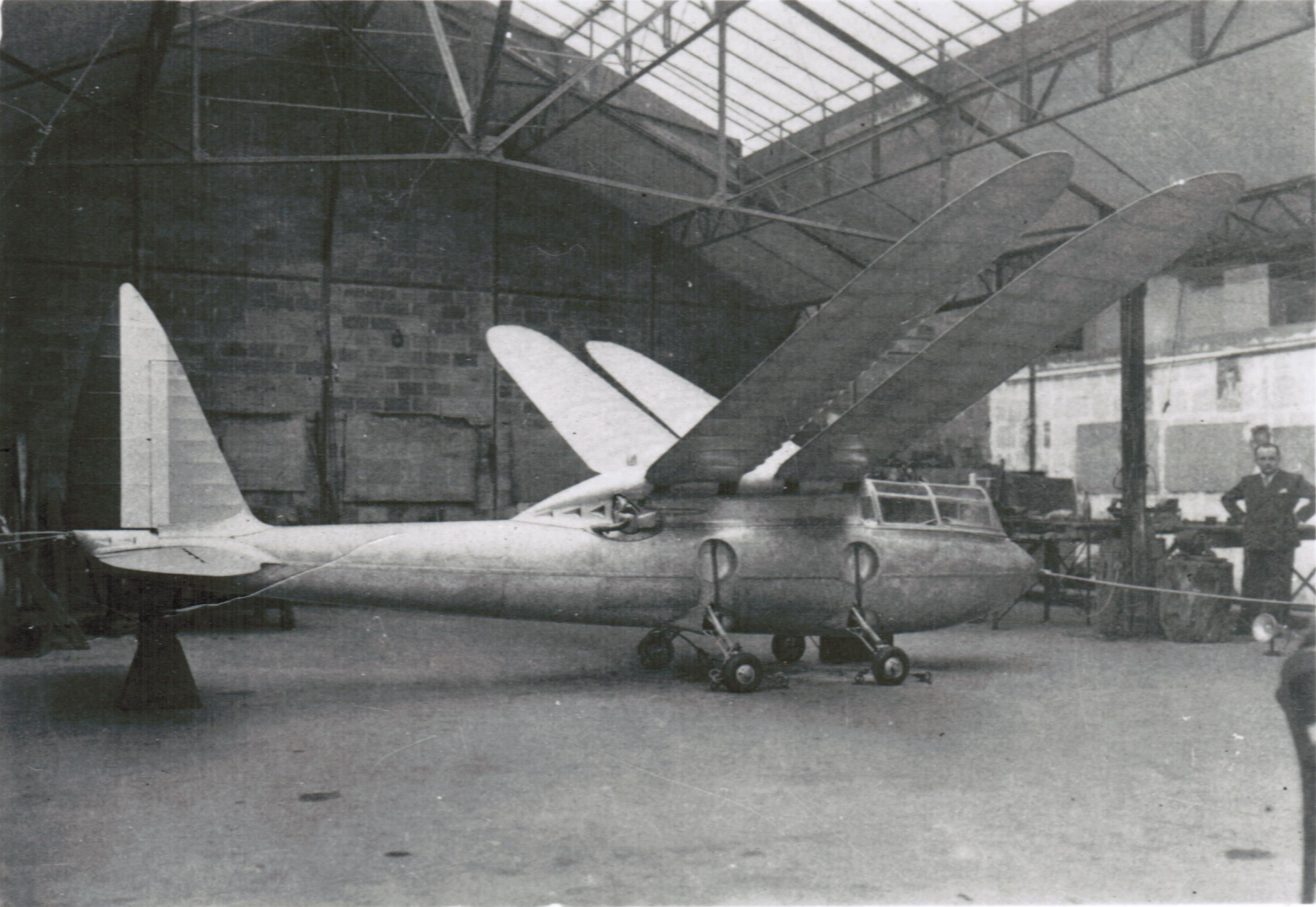
Riout 102T Alérion aus Frankreich (um 1938)

Vor rund 500 Jahren erforschte Leonardo da Vinci die Flugweise der Vögel. Dabei zeichnete er den ersten überlieferten Entwurf eines Ornithopters.
Erste erfolgreiche Ornithopter-Modelle demonstrierte der Franzose Gustave Trouvé im Jahr 1870 vor der Französischen Akademie der Wissenschaften. Andere Versuche sind von seinen Landsleuten Alphonse Pénaud, Hureau de Villeneuve und Victor Tatin bekannt geworden. Um 1890 baute Lawrence Hargrave verschiedene Ornithopter-Modelle, angetrieben durch Dampf und Pressluft. Dabei kombinierte er kleine Schlagflügel mit einem größeren starren Flügel. Das gleiche Prinzip verfolgte Otto Lilienthal nach der Verwirklichung des Gleitfluges zur Weiterentwicklung seiner Flugleistungen. Dazu erprobte er leichte Kohlensäuremotoren. Nach dessen Tod führte sein Bruder Gustav Lilienthal die Versuche mit Schwingflügeln fort.
Im Jahre 1908 präsentierte der französische Konstrukteur Collomb aus Lyon einen Ornithopter:

„Der Flugapparat hat zwei bewegliche Flügel mit einer Gesamtfläche von 24 Quadratmetern. Die treibende Kraft liefert ein 40 HP Motor. Die Flügel bestehen in einer großen Anzahl automatischer jalousienartiger Brettchen, die während des Aufwärtsfluges unter einem Winkel von 45 Grad verstellt werden können. Beim Abwärtsflug schließen sich die Jalousieklappen und tragen den Apparat auf der Luftmasse. Die Collomb-Flugmaschine ist die erste, die die Flügelbewegung der Vögel am ähnlichsten nachahmt.“

Sehr bekannt wurden auch die in den 1940er Jahren gebauten, frei fliegenden Vogelmodelle des deutschen Biologen Erich von Holst. In den 1930er Jahren entwickelte der Franzose René Riout den Ornithopter Riout 102T Alérion, der eine Reihe von Boden- und Windkanaltests durchlief, die jedoch nach Strukturschäden 1938 eingestellt wurden. Die Riout 102T Alérion flog nie und wurde eingelagert, bis sie 2005 gefunden, in das Musée Régional de l’Air in Angers gebracht und restauriert wurde.
1942 gelang Adalbert Schmid in München-Laim der erste bemannte Flug mit einem von Menschenhand angetriebenen Ornithopter. Er legte eine Strecke von 900 Metern zurück und blieb während des größten Teils des Fluges in einer Höhe von 20 Metern. Später wurde dasselbe Flugzeug mit einem 3 PS (2,2 kW) starken Sachs-Motorradmotor ausgestattet, mit dem es Flüge von bis zu 15 Minuten Dauer durchführen konnte. Später konstruierte Schmid einen 10 PS (7,5 kW) starken Ornithopter, der auf dem Segelflugzeug Grunau Baby IIa basierte und 1947 geflogen wurde. Das zweite Flugzeug hatte klappbare Außenflügel.

## Wirkprinzip
Um einen Ornithopter zum Fliegen zu bringen, ist es notwendig, komplexe Bewegungsabläufe zu realisieren. Das Wirkprinzip ist eine gekoppelte Schlag-, Dreh- und Längsbewegung. Auftrieb und Vortrieb werden beim Ornithopter durch Auf- und Abschlag der Flügel erzeugt. Dabei kommt dem sogenannten Handbereich der Flügel eine besondere Bedeutung zu: Die Handbereiche werden beim Abschlag mit der Vorderkante nach vorne unten gedreht, beim Aufschlag zeigt die Vorderkante des Handbereiches nach oben. Damit hat der Handbereich der Flügel eine Funktion ähnlich einem Propeller. Das zusätzliche Anlegen der Flügel beim Aufschlag verkürzt den Hebelarm und minimiert auch das Schwingen des Rumpfes.
Neben der aktiven Flügelbewegung tragen die elastischen Eigenschaften des Flügels zur Wirksamkeit des Vortriebs bei.

## Moderne Weiterentwicklungen
Die Technische Universität Delft erforscht im Programm DelFly kleine Ornithopter mit Kameras.
Die Firma Festo stellte auf der Hannover Messe 2011 mit dem SmartBird ein die Flugmechanik der Silbermöwe adaptierendes frei fliegendes Modell mit einer Flügelspannweite von zwei Metern vor. 2013 folgte der BionicOpter, eine auf dem Flügelschlag der Libelle basierende Entwicklung eines Fluggerätes.

## Galerie

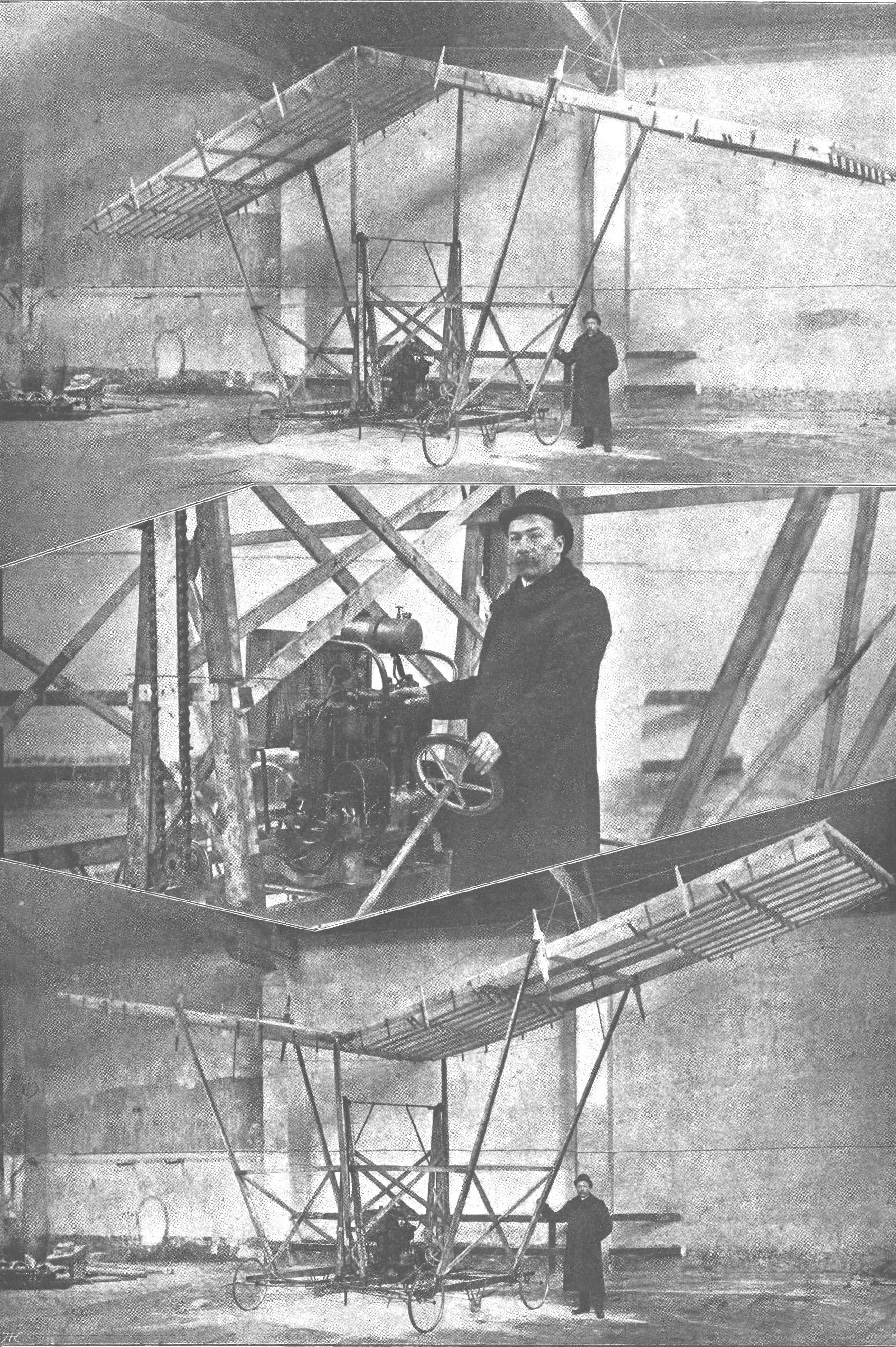
Der Franzose Collomb mit seinem Ornithopter (1908)
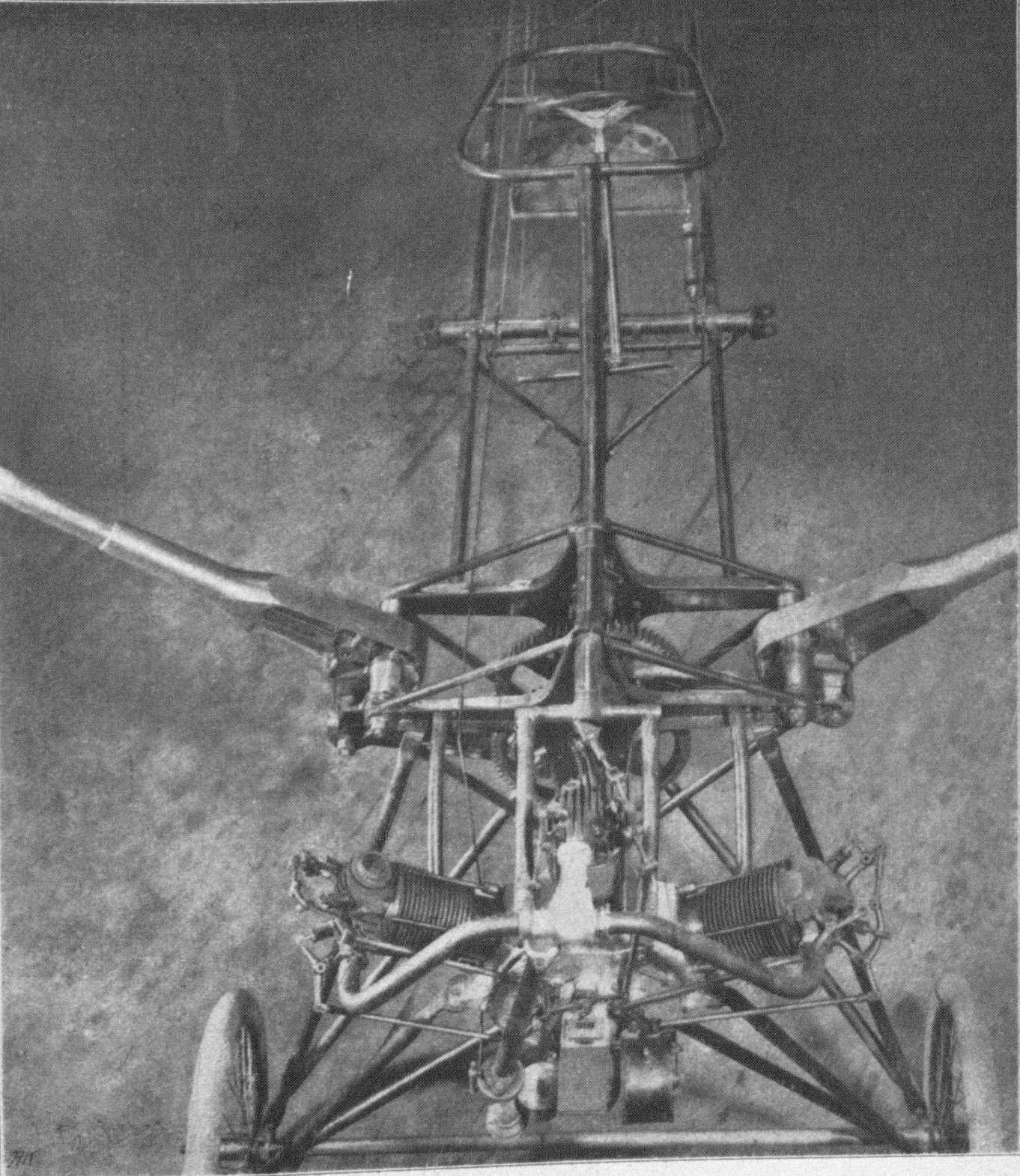
Schwingenflugzeug von Riout (1912)
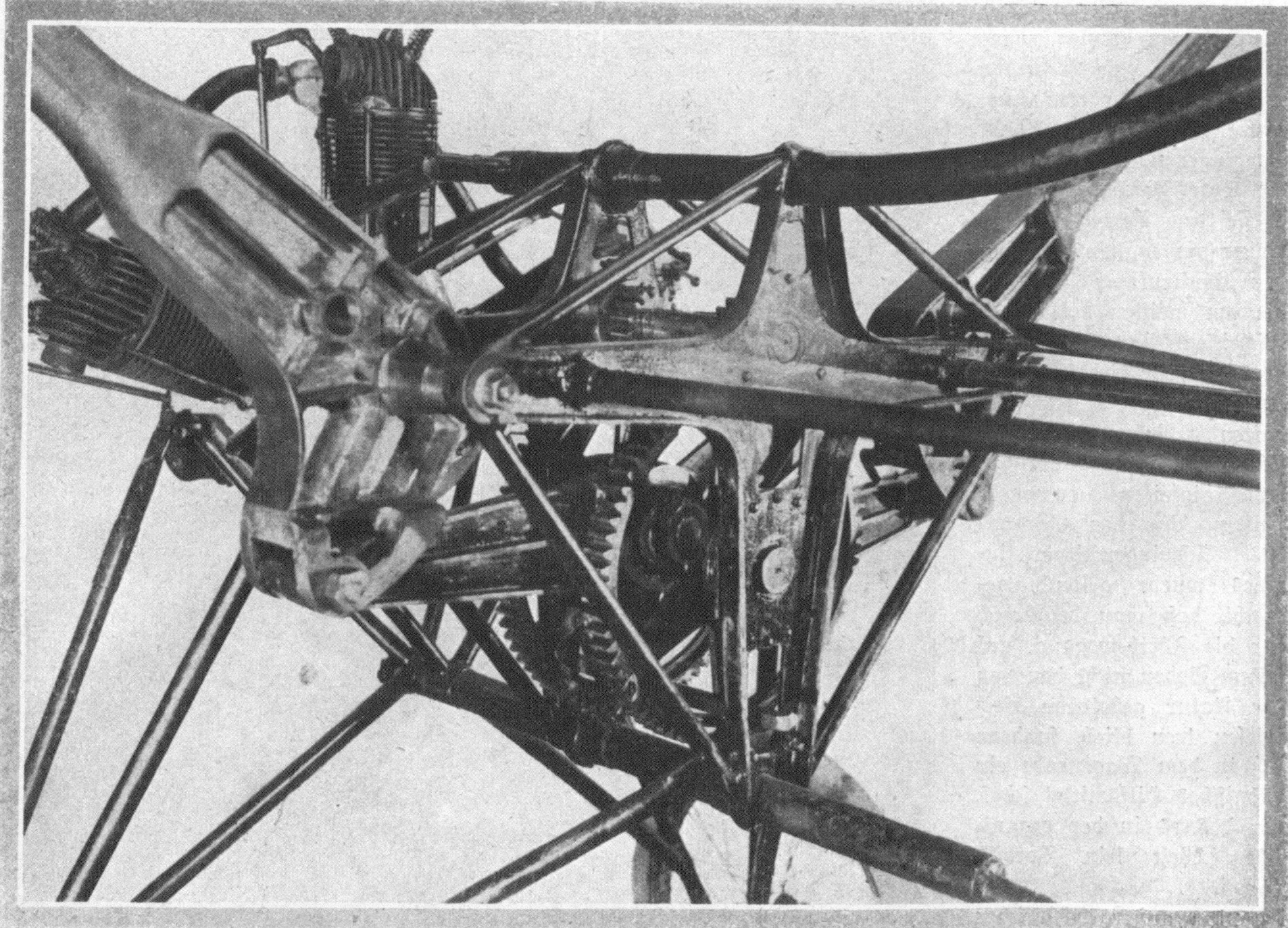
Detail des Antriebs der Tragflächen beim Schwingenflugzeug (1912)

## Fiktionale Rezeption
In Frank Herberts Science-Fiction-Roman Dune werden Ornithopter als Fluggeräte innerhalb der Atmosphäre des Planeten Arrakis verwendet, welche durch Flügelschlag fortbewegt sowie gesteuert werden und in der Lage sind, auf der Stelle zu schweben. Im Kinofilm Dune werden sie filmisch dargestellt. Aussehen und Funktion dieser Fluggeräte ist angelehnt an den Flug von Libellen.